# Ceratocentron
Ceratocentron là một chi thực vật có hoa trong họ Lan.